# Joseph Richter (Schriftsteller)
Joseph Richter (* 16. März 1749 in Wien; † 16. Juni 1813 ebenda) war ein österreichischer Schriftsteller. Eines seiner Pseudonyme war Pater Hilarion.

## Leben
Richter, geboren im selben Jahr wie Goethe, entstammte kleinbürgerlichen Verhältnissen. Seine Familie war bereits in der zweiten Generation in Wien ansässig. Der Jüngling besuchte bis zur Auflösung des Ordens durch Joseph II. eine Jesuitenschule, was für seine spätere kritische Distanz zum Klerus höchst offensichtlich nicht ohne Belang war, und war dann kaufmännischer Angestellter. Im Alter von 26 Jahren publizierte er einen ersten Gedichtband, war aber mit seinem bald sehr umfangreichen literarischen Schaffen dermaßen erfolgreich, dass er sich gänzlich der „anderen“ Tätigkeit widmen konnte.
Pisk wies Richters Urheberschaft an 11 periodischen Zeitungen, 36 Theaterstücken, 15 Romanen und Erzählungen, 5 Gedichtbänden, 23 humoristischen Schriften, 19 politischen Büchern und Broschüren sowie 30 „Schriften verschiedener Art,“ d. h. an Lebensbeschreibungen, Wörterbüchern und Flugblättern, nach.

„Als erklärter und begeisterter Josefiner […] war er in den Kampf gezogen, als Frömmler und Konfident der Polizei […] verließ er die schriftstellerische Arena; auch das ein österreichisches Schicksal. (Lit. Plakolb, S. 305)“

Nachdem bereits Kaiser Leopold II. die josefinischen Reformen „aufgeweicht“ hatte, nahm Franz II. sie größtenteils zurück: Die französische Revolution und die Guillotinierung Marie-Antoinettes hatten jegliche Aufklärungstendenzen abgewürgt.

„Die weltbürgerliche Gesinnung der josefinischen Zeit hat sich zu spießbürgerlichem Gebaren verringert, der Anspruch des Aufklärungspotentanten, der erste Diener des Staates zu sein, verkümmert bei Kaiser Franz zum Pflichtgefühl eines Subalternbeamten. (Hans Tietze, zitiert bei Plakolb s. 306).“

1802 erlangte Richter, der sich zuvor zweimal erfolglos als Zensor beworben hatte, vom Kaiser eine monatliche Zuwendung von [Anm: mageren] 30 Gulden aus „geheimen Polizeigeldern“, „dass er sich ferners zu Besten des Staates verwende.“ Unter anderem hatte der damalige Polizeiminister von Bergen persönlich für den Schriftsteller plädiert, der

„… wirklich Jahre durch in seinen Eipeldauerbriefen […] die Stimmung des Volkes zu Wirken getrachtet, und man sich selbst von der Seite der Polizeihofstelle seiner Feder bedienet, […] wofür man ihm freylich von Zeit zu Zeit kleine Belohnungen ertheilet hat. (Plakulb S. 307.)“

## Bedeutung
Richter gilt durch seine Eipeldauer-Briefe als ein wichtiger Schriftsteller der josephinischen Aufklärung.
Der in der zweiten Hälfte des 20. Jahrhunderts relevante Herausgeber der Eipeldauer-Briefe, Ludwig Plakolb, sieht Richter kritisch: 

„Richter, ein sehr fruchtbarer Schriftsteller, doch nur mäßiger Erfinder, nützte den Erfolg [Anm: Erfolg der ersten Eipeldauer-Publikation, die mehrfach aufgelegt wurde] aus und ließ 1787 „den Eipeldauer“ neuerdings in die Stadt reisen, um für seinen Vetter […] einen Prozess zu führen [Anm: Den der Eipeldauer, wenngleich mit finanziellem Verlust, „gewinnt“].“

Richters Sprachwitz und seine Treffsicherheit trugen ihm den Ruf eines schonungslosen Zeitkritikers ein, dem der Lebenslauf des Autors jedoch bloß teilweise gerecht wurde: Eine von Dr. Eugen von Paunel 1917 zusammengestellte Auswahl der Eipeldauer-Briefe, welche diese einem großen Leserkreis zugänglich machte, trug erheblich zu Richters Bewunderung bei – der Herausgeber Gustav Gugitz hatte ein akribisch erstelltes Register beigefügt, aus dem sich später Zitierende auszugsweise bedienten, und häufig, ohne die Zusammenhänge gelesen zu haben. Plakolb dazu:

„Das hat Richter zwar zum meistgelesenen Gewährsmann seiner Zeit gemacht, stand aber einer zusammenhängenden Lektüre in der richtigen zeitlichen Reihenfolge im Wege.“

Diese „Briefe“ veröffentlichte Richter zwischen 1785 und seinem Lebensende 1813. Er wurde von Franz Xaver Gewey als Redakteur und Herausgeber abgelöst, dieser wiederum 1819 von Adolf Bäuerle.
Richters literarisches Werk wurde zum größten Teil unter Pseudonymen, wie Eipeldauer, Obermayr oder Pater Hilarion, veröffentlicht. Seine stilisierte Mundart fand sich bald auch auf Bühnen.

## Werke
- Reise von Wien nach Paris, Briefroman. 1781.
- ABC-Buch für große Kinder, Satire. 1782.
- Bildergalerien weltlicher, katholischer und klösterlicher Missbräuche [1784, 1784 und 1785].
  - Pater Hilarion alias Joseph Richter: Bildergalerie weltlicher Misbräuche. Nach der Ausgabe von 1785. Harenberg, Dortmund (= Die bibliophilen Taschenbücher. Band 8).
- Erz-Wiener nach dem Leben gemalt in einem Fastnachtskatechismus, 1784.
- Briefe eines Eipeldauers an seinen Herrn Vetter in Kakran über d’Wienstadt, etc. 1785 ff. Neuausgabe: Die Briefe eines Eipeldauers über d’Wienstadt. Ludwig Plakolb. Winkler, München 1970; Lizenzausgabe Kremayr&Scheriau, Wien, o. J.
- Gedanken eines Profanen über die jetzige Revolution des Freymauer-Ordens. 1786.
- Taschenbuch für Grabennymphen auf das Jahr 1787. Wucherer, Wien 1786. Nachdruck: Knepler, Wien 1986.
- Leben Friedrich des Zweiten Königs von Preussen skizzirt von einem freymüthigen Manne. Amsterdam 1789 online Bde. 1,2 – Internet Archive und Bde. 3,4 – Internet Archive.